# Tên lửa ma

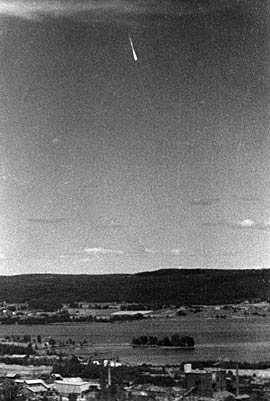
Tên lửa ma hoặc thiên thạch. Nhiếp ảnh gia Erik Reuterswärd nghi ngờ một thiên thạch theo như mô tả trong bức ảnh được lưu hành rộng rãi của ông. Quân đội Thụy Điển, cơ quan đã phát hành bức ảnh, ít chắc chắn hơn.

Tên lửa ma (tiếng Anh: Ghost rockets; tiếng Thụy Điển: Spökraketer, còn gọi là tên lửa ma Scandinavia) là vật thể bay không xác định có hình dạng tên lửa hoặc đạn tự hành được nhìn thấy vào năm 1946, chủ yếu ở Thụy Điển và các nước lân cận như Phần Lan.
Các báo cáo đầu tiên về tên lửa ma được các nhà quan sát Phần Lan đưa ra vào ngày 26 tháng 2 năm 1946. Khoảng 2.000 vụ chứng kiến đều được ghi lại trong khoảng thời gian từ tháng 5 đến tháng 12 năm 1946, với cao điểm là ngày 9 và 11 tháng 8 năm 1946. Hai trăm lần chứng kiến được xác minh với kết quả trả về của radar, và các nhà chức trách đã đến thu hồi các mảnh vỡ vật lý được cho là của tên lửa ma. Các cuộc điều tra kết luận rằng nhiều vụ nhìn thấy tên lửa ma có thể là do thiên thạch gây ra. Ví dụ, cực điểm của những lần nhìn thấy, vào ngày 9 và 11 tháng 8 năm 1946, cũng nằm trong đỉnh của trận mưa sao băng Perseid hàng năm. Tuy nhiên, hầu hết các vụ nhìn thấy tên lửa ma không xảy ra trong hoạt động mưa sao băng, và hơn nữa cho thấy các đặc điểm không phù hợp với thiên thạch, chẳng hạn như khả năng cơ động được báo cáo.
Nguồn gốc của tên lửa ma cho đến giờ vẫn còn là chủ đề gây tranh cãi nhiều nhất trong giới nghiên cứu UFO. Tuy nhiên, vào năm 1946, người ta cho rằng chúng có nguồn gốc từ cơ sở tên lửa cũ của Đức tại Peenemünde, và được Liên Xô thử nghiệm tầm xa đối với tên lửa V-1 hoặc V-2 của Đức, hoặc có lẽ là một dạng tên lửa hành trình sơ khai khác vì cách chúng đôi khi được nhìn thấy trong diễn tập quân sự. Điều này khiến Quân đội Thụy Điển phải ban hành chỉ thị nói rằng báo chí không được đưa tin chính xác vị trí của các vụ nhìn thấy tên lửa ma, hoặc bất kỳ thông tin nào liên quan đến hướng hoặc tốc độ của vật thể. Họ lập luận rằng thông tin này rất quan trọng cho các mục đích đánh giá đối với quốc gia hoặc các nước được cho là thực hiện những vụ thử nghiệm.

## Mô tả và điều tra ban đầu

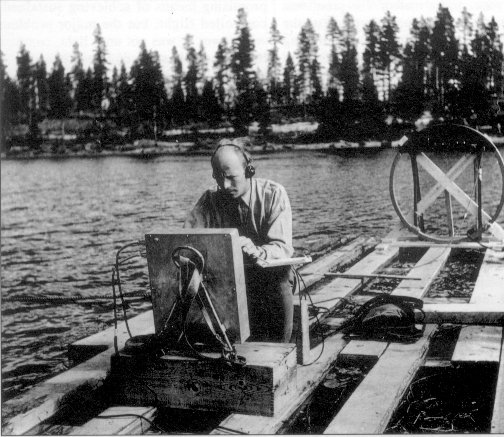
Sĩ quan Không quân Thụy Điển Karl-Gösta Bartoll tìm kiếm một "tên lửa ma" được nhìn thấy đâm xuống Hồ Kölmjärv vào ngày 19 tháng 7 năm 1946.

Giả thuyết về nguồn gốc của Liên Xô ban đầu đã bị các nhà điều tra quân sự Thụy Điển, Anh và Mỹ bác bỏ vì không tìm thấy mảnh vỡ tên lửa dễ nhận dạng nào, và theo một số quan sát, các vật thể cho thấy một số sự kết hợp của việc không để lại dấu vết, di chuyển quá chậm, bay ngang, du hành và điều động theo đội hình, và dường như im lặng. Các vụ nhìn thấy thường bao gồm các vật thể hình tên lửa hoặc đạn tự hành bay nhanh, có hoặc không có cánh, có thể nhìn thấy chỉ trong vài giây. Các trường hợp vật thể hình điếu xì gà chuyển động chậm hơn cũng được biết đến. Đôi khi có tiếng rít hoặc tiếng ầm ầm. Các vụ va chạm không phải là hiếm, hầu như xảy ra ở những vùng hồ. Các báo cáo được đưa ra về các vật thể va vào một hồ nước, đôi khi sau đó tự đẩy trên bề mặt trước khi chìm xuống. Quân đội Thụy Điển đã thực hiện một số cuộc lặn xuống các hồ bị ảnh hưởng ngay sau khi vụ va chạm xảy ra, nhưng không tìm thấy gì khác ngoài những miệng núi lửa không thường xuyên ở đáy hồ hoặc làm đứt các cây thủy sinh. Vụ va chạm được biết đến nhiều nhất này xảy ra vào ngày 19 tháng 7 năm 1946, tại Hồ Kölmjärv, Các nhân chứng cho biết một vật thể hình tên lửa màu xám, có cánh rơi xuống hồ. Một nhân chứng được phỏng vấn đã nghe thấy một tiếng sét, có thể là vật thể phát nổ. Tuy nhiên, một cuộc tìm kiếm quân sự kéo dài 3 tuần không báo cáo được gì.
Ngay sau cuộc điều tra, sĩ quan Không quân Thụy Điển dẫn đầu cuộc tìm kiếm, Karl-Gösta Bartoll đã đệ trình một báo cáo, trong đó ông tuyên bố rằng đáy hồ đã bị xáo trộn nhưng không có gì được thu hồi và rằng ""có nhiều dấu hiệu cho thấy vật thể Kölmjärv đã tự tan rã...vật thể này có lẽ được sản xuất bằng vật liệu nhẹ, có thể là một loại hợp kim magiê dễ tan rã, và không đưa ra dấu hiệu nào trên các thiết bị của chúng tôi". Khi Bartoll về sau được được nhà nghiên cứu Thụy Điển Clas Svahn phỏng vấn vào năm 1984, ông lại cho biết cuộc điều tra của họ cho thấy vật thể này phần lớn đã bị tan rã trong chuyến bay và khẳng định rằng "những gì mọi người nhìn thấy là vật thể thực".
Ngày 10 tháng 10 năm 1946, Bộ Tham mưu Quốc phòng Thụy Điển công khai tuyên bố, "Hầu hết các vụ chứng kiến đều mơ hồ và phải được xử lý rất hoài nghi. Tuy nhiên, trong một số trường hợp, các quan sát rõ ràng, mơ hồ đều được thực hiện mà không thể giải thích được là hiện tượng tự nhiên, máy bay Thụy Điển, hoặc trí tưởng tượng của người quan sát. Tiếng vọng, radar và các thiết bị khác đã đăng ký các chỉ số nhưng không đưa ra manh mối nào về bản chất của các vật thể". Người ta cũng tuyên bố rằng các mảnh vỡ được cho là đến từ tên lửa không hơn gì loại than cốc hoặc xỉ thông thường.
Ngày 3 tháng 12 năm 1946, một bản ghi nhớ được soạn thảo cho ủy ban Tên lửa Ma Thụy Điển nêu rõ "gần một trăm tác động đã được báo cáo và ba mươi mảnh vỡ đã được Viện Nghiên cứu Quốc phòng Thụy Điển (FOA) tiếp nhận và kiểm tra". Trong số gần 1.000 báo cáo mà Bộ Tham mưu Quốc phòng Thụy Điển nhận được đến ngày 29 tháng 11, 225 báo cáo được coi là quan sát "vật thể thực" và mọi vật thể đều được nhìn thấy dưới ánh sáng ban ngày.

## Ý kiến của quân đội Thụy Điển
Mặc dù ý kiến chính thức của quân đội Thụy Điển và Mỹ vẫn chưa rõ ràng, nhưng một tài liệu tuyệt mật của USAFE (Không quân Mỹ ở châu Âu) từ ngày 4 tháng 11 năm 1948 chỉ ra rằng ít nhất một số nhà điều tra tin rằng tên lửa ma và sau này là "đĩa bay" có nguồn gốc ngoài Trái Đất. Tài liệu cũng đề cập đến việc tìm kiếm một vật thể rơi xuống hồ nước ở Thụy Điển do đội cứu hộ hải quân Thụy Điển tiến hành, tình cờ họ phát hiện ra một miệng núi lửa chưa từng được biết đến trước đây trên đáy hồ được cho là do vật thể này gây ra (có thể tham khảo việc tìm kiếm một tên lửa ma ở Hồ Kölmjärv đã thảo luận ở trên, dù ngày tháng không rõ ràng). Tài liệu kết thúc với tuyên bố rằng "chúng tôi có xu hướng không làm mất uy tín hoàn toàn giả thuyết [nguồn gốc ngoài Trái Đất] có phần ngoạn mục, đồng thời giữ một tư duy cởi mở về chủ đề này".